# Otto von und zu Westerholt und Gysenberg

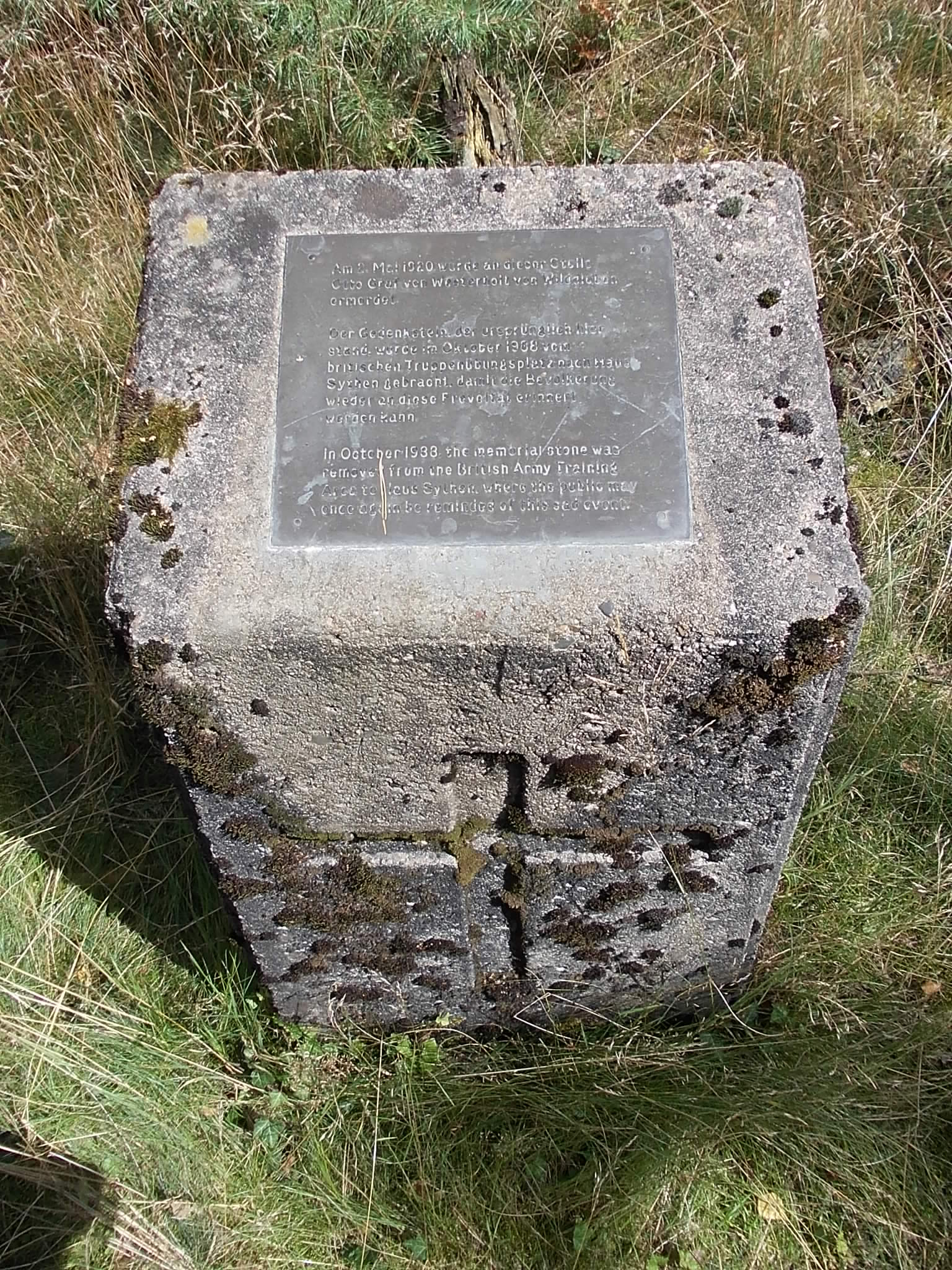
Gedenkstein

Otto, Graf von Westerholt und Gysenberg (geb. 22. Juni 1875 in Sythen; gest. 2. Mai 1920 in Sythen) war ein Angehöriger der Familie Westerholt. Er wurde von Wilderern ermordet. Der Graf hinterließ seine Frau Bertha von Brühl (1877–1968) und seine Tochter Maria Bertha (1907–1998).
Man glaubte lange, die Tat sei von Sympathisanten der Roten Ruhrarmee verübt worden, da zuvor auch Schloss Sythen angeblich von den „Roten“ geplündert worden sei. Erst 1925 wurde die Tat aufgeklärt. Der Täter Georg Rehme war zur Tatzeit Angehöriger der Reichswehr, später Angestellter in einer Druckerei in Oldenburg. Am 11. Dezember 1925 wurde er vom Schwurgericht Münster zum Tode verurteilt; die Revision wurde am 25. März 1926 vom Reichsgericht verworfen.